# Stefano Satta Flores
Stefano Satta Flores (Nápoles, 14 de janeiro de 1937 — Roma, 22 de outubro de 1985) foi um ator e dublador italiano.

## Biografía
Nascido em Nápoles em 1937, Satta Flores graduou-se pelo Centro Sperimentale di Cinematografia na cidade de Roma. Ele começou a atuar no Piccolo Teatro, no qual participou de peças de William Shakespeare e Mattia Sbragia. Sua estreia no cinema se deu no filme I basilischi, feito por Lina Wertmüller em 1963.
Em 1972 Satta Flores apareceu em 4 mosche di velluto grigio, de Dario Argento, mas não se estabeleceu até 1974, quando apareceu no filme de Ettore Scola, C'eravamo tanto amati, no qual foi o protagonista, junto a Stefania Sandrelli, Vittorio Gassman, Nino Manfredi, Aldo Fabrizi e Giovanna Ralli.
He also appeared in Who Is Killing the Great Chefs of Europe? (Kotcheff, 1978), La terrazza (Scola, 1980) e Cento giorni a Palermo (Tornatore, 1984), fazendo os mais variados papéis em mais de 60 filmes ao longo de sua carreira.
Curiosamente, seu papel na dublagem do personagem Han Solo na trilogia Star Wars foi importantíssimo para estabelecer a importância dos grandes artistas na dublagem italiana. Ele também emprestou sua voz a filmes como Alien, como o destemido Captain Dallas, assim como em 10, como o compositor romântico e obcecado George Webber.
Um eloquente porta-voz dos temas artísticos e sociais de seu tempo, ele também foi um respeitador escritor dramático e ocasionalmente atuava em programas de televisão.
Stefano Satta Flores faleceu em Roma aos 48 anos de idade, em função de complicações de um tratatamento para leucemia.

## Filmografia parcial
- Ginepro fatto uomo, de Salvatore Samperi (1962)
- Gli arcangeli, de Enzo Battaglia (1963)
- I basilischi, de Lina Wertmuller (1963)
- Signore & signori, de Pietro Germi (1966)
- La ragazza con la pistola, de Mario Monicelli (1968)
- E venne il giorno dei limoni neri, de Carlo Bazzoni (1970)
- Io non scappo... fuggo, de Franco Prosperi (1970)
- La Califfa, de Alberto Bevilacqua (1971)
- Quattro mosche di velluto grigio, de Dario Argento (1971)
- Teresa la ladra, de Carlo Di Palma (1972)
- Il generale dorme in piedi, de Francesco Massaro (1972)
- L'altra faccia del padrino, de Franco Prosperi (1973)
- C'eravamo tanto amati, de Ettore Scola (1974)
- Il gioco della verità, de Michele Massa (1974)
- Quaranta giorni di libertà, de Leandro Castellani (1974)
- Quanto è bello lu murire acciso, de Ennio Lorenzini (1975)
- Paolo Barca, maestro elementare, praticamente nudista, de Flavio Mogherini (1975)
- L'Agnese va a morire, de Giuliano Montaldo (1976)
- Perdutamente tuo... mi firmo Macaluso Carmelo fu Giuseppe, de Vittorio Sindoni (1976)
- Colpita da improvviso benessere, de Franco Giraldi (1976)
- Salon Kitty, de Tinto Brass (1976)
- Il prefetto di ferro, de Pasquale Squitieri (1977)
- Una donna di seconda mano, de Pino Tosini (1977)
- Una spirale di nebbia, de Eriprando Visconti (1977)
- Tanto va la gatta al lardo..., de Marco Aleandri (1978)
- L'arma, de Pasquale Squitieri (1978)
- Corleone, de Pasquale Squitieri (1978)
- Who Is Killing the Great Chefs of Europe?, de Ted Kotcheff (1978)
- Enfantasme, de Sergio Gobbi (1978)
- Ridendo e scherzando, de Marco Aleandri (1978)
- Corpi separati, de Vittorio Sindoni (1978)
- Il malato immaginario, de Tonino Cervi (1979)
- La terrazza, de Ettore Scola (1980)
- Cento giorni a Palermo, de Giuseppe Ferrara (1984)